# 菅章哉
菅 章哉（すが ふみや、1988年7月2日 - ）は、徳島県出身の競艇選手。登録番号4571。身長159cm。血液型B型。徳島支部所属。師匠は近藤稔也、弟子は西岡成美。
105期。同期に磯部誠、渡部悟、佐藤翼、渡邉優美らがいる。

## 来歴
- やまと競艇学校時代、リーグ戦勝率3.80（準優出1、優出以上はなし）の成績を残した。
- 2009年11月11日、鳴門競艇場でデビュー（4着）。
- 2010年4月25日、尼崎競艇場での「デイリースポーツ杯争奪　第21回ささはら賞競走」3日目1Rで初勝利（36走目）。
- 2012年4月9日、下関競艇場での「G3新鋭リーグ第5戦 COME ON! FM CUP」で初優勝（初優出）。
- 2022年3月16日、大村競艇場での「第57回ボートレースクラシック」でSG初出場、5日目の第7レースでSG初勝利[2][3]。
- 2025年4月9日、津競艇場での「開設73周年記念ツッキー王座決定戦」でG1初優勝[4]。

## 人物
- やまと競艇学校時代は「劣等生だった」と自ら評するほど成績が伴わず、「同期に本当に助けられた」と話す[5]。
- デビュー2走目にしてフライングを切り、初勝利を挙げるまでにフライング2本持ちの状態になっていた。さらに初勝利を挙げた後もケガで半年にわたる戦線離脱を余儀なくされるなど、「気持ちが空回りしていた」という[5]。
- レースでは選択するコースに合わせてモーターのチルト角を調整し、これに対応するようにプロペラを仕上げている。特に外のコースを選択した場合はチルト角を最大まで上げ、さらにプロペラを伸び型に仕上げてレースに臨むため、茅原悠紀は「カドの峰さんより6コースのガースーの方が圧倒的に脅威」と話し[6]、プロペラの調整力に関しては徳島支部の先輩レーサーの岩崎芳美も一目置いている[7]。
- 一時期はアウト屋になっていたが、2019年11月にボートレース芦屋の読売新聞社杯GI全日本王座決定戦開設67周年記念競走、2020年2月のボートレースまるがめ・GI四国地区選手権、同年3月のボートレース福岡の一般戦とフライングを3度犯し、出走回数不足や事故点オーバーでB2級に降格[8]。その後は出走レースの枠順によってモーターのチルト角度を変える現在のレーススタイルに落ち着いた[5]。